# ويليام ألدريش
ويليام ألدريش هو سياسي أمريكي، ولد في 19 يناير 1820 في غرينفيلد في الولايات المتحدة، وتوفي في 3 ديسمبر 1885 في فوند دو لاك في الولايات المتحدة. نشط حزبياً في الحزب الجمهوري. وقد انتخب عضو جمعية ولاية ويسكونسن ‏ وانتخب عضو مجلس النواب الأمريكي ‏.